# استان ارزروم
اَرزِروم که سابقاً به‌صورت اَرضِ‌روم یا ارزن‌الروم یا ارزنةالروم هم نوشته‌می‌شد یکی از استان‌های مهم ترکیه است که مرکز آن هم شهری به همین نام است.
بیشتر جمعیت این استان را ترکمن‌های آناطولی و گروهی از کردهای کرمانج تشکیل می‌دهند و اقلیتی از ارامنه خاموش و زازا ها نیز در این استان زندگی می‌کنند.
بهترین پیست اسکی ترکیه به نام پالان دوکن در این استان قرار دارد.
در تاریخ ایران و در دوره قاجاریه یک دوره مذاکرات مهم تاریخی برای تعیین حدود مرزی بین دولت شاهنشاهی ایران و دولت عثمانی در شهر ارض‌روم (ارزنةالروم) برگزار شد که سرپرستی هیئت اعزامی از ایران به عهده میرزا تقی خان امیرکبیر بود.
این مذاکرات که در سال ۱۸۵۰ میلادی برگزار شد، در ابتدا با کارشکنی دولت عثمانی و در مواردی حتی حمله به ساختمان محل اقامت هیئت ایرانی همراه بود که در پایان با درایت امیر بدون از دست دادن و گرفتن امتیازی با عثمانیها به پایان رسید.

محل استان ارزروم